# Gaja Prestor
Gaja Prestor, znana tudi zgolj kot Gaja, slovenska pevka, vplivnica in televizijska voditeljica, * 22. april 2000, Trbovlje

## Glasba
Za glasbo in petje se je začela zanimati že v otroštvu. V osnovni šoli je najprej pela v zboru, pozneje pa je začela obiskovati ure solopetja. Zamenjala je več učiteljev petja oz. šol, leta 2012 pa se je včlanila v šolo odrskih umetnosti Vocal BK Studio v Celju, kjer se je šolala 6–7 let. Hodila je tudi v glasbeno šolo, in sicer v domačih Radečah: prvo leto je obiskovala vaje klavirja, nato je približno štiri leta igrala violino, potem pa se je prešolala na violo, ki jo je igrala tudi v šolskem orkestru. Po zaključeni glasbeni šoli (končala je nižjo glasbeno šolo, smer viola) se je sama naučila igrati še na kitaro.
Od leta 2012 do 2014 je bila članica mladinske glasbene skupine U3 (izgovori se 'jutri'), ki so jo sestavljali učenci Vocal BK Studia. Njihov mentor je bil Marjan Hvala. Med drugim so nastopili na Ritmu mladosti, bili pa so tudi predskupina Bajage v klubu Štuk.
Leta 2013 je posnela svojo prvo skladbo »Lepši svet«, za katero je glasbo (skupaj z Boštjanom Korošcem) in besedilo napisala sama, nastala pa je v produkciji Vocal BK Studia. Izšla je jeseni, tudi v videopodobi. Tistega leta je bila finalistka osnovnošolskega glasbenega tekmovanja Korajža velja, ki je potekalo v oddaji Dobro jutro.
Leta 2015 je na najstniškem festivalu FeNS z avtorsko pesmijo »Take a Chance« osvojila drugo mesto v kategoriji 13–15 let. Leta 2016 se je prijavila na Slovenija ima talent (6. sezona) in nastopila pred žiranti; v naslednji krog se ni uvrstila.
Pomemben mejnik na njeni glasbeni poti je bila navezava stika z avtorjem in producentom Žanom Serčičem, s katerim sta začela glasbeno sodelovati leta 2017. Plod tega sodelovanja je bila skladba »To je, kar imam« (zanjo sta tako glasbo kot besedilo prispevala oba), ki je – skupaj z videospotom – izšla marca 2018 pri založbi Menart. »To je, kar imam« velja za njeno prvo (»uradno«) avtorsko skladbo (čeprav je pred tem že posnela dve). Do konca leta 2018 je nanizala še singla »Ona« in »Decembra«, gostovala pa je še pri dveh pesmih: »Nazaj« Žana Serčiča in »Black & White« Minlessa. Junija 2018 je prejela priznanje založbe Menart za najboljšo debitantko pop glasbe v 2017/18, septembra pa je nastopila na prireditvi Miss Slovenije 2018. »Ona« je bila na 3. podelitvi nagrad žarometi nominirana za pesem leta 2018 (in sicer pod napačnim naslovom »Ženska«). Leta 2019 sta sledila »Najino nebo« in »Le tebe rabim«. 22. februarja 2020 je z »Verjamem vase« tekmovala na Emi.
Njena naslednja pesem, »Zame«, je izšla marca 2021. Ta za razliko od prejšnjih ni izšla pod okriljem založbe Menart in ni nastala v sodelovanju s Serčičem, ampak z novo avtorsko ekipo, Bianco Črnjavič in Klemnom Zupančičem. Nato je začela sodelovati z dvojcem zalagasper. Prvi plod tega sodelovanja je bil singel »Sledi«, ki ga je pod imenom Gaja izdala maja 2022, in sicer pri založbi Universal Music, s katero je tudi podpisala pogodbo.

## Ostalo
Prihaja iz Radeč. Poleg glasbe jo zanimajo tudi ličenje, kozmetika in moda. V srednji šoli je začela na Instagramu – pa tudi na drugih družbenih omrežjih (Youtubu, Facebooku), pisala je tudi blog – objavljati slike z idejami za različne make-up videze (»make-up kreacije«) in stylinge, pa tudi navodila za ličenje, trende ter stilske in lepotne nasvete (med drugim na primer v sodelovanju s trgovino dm), sčasoma tudi ocene izdelkov in ličil. Zaradi teh vsebin si je na Instagramu pridobila veliko sledilcev (junija 2022 jih je imela skoraj 70 tisoč) in velja za spletno vplivnico. Na Instagramu jo je opazila Raiven in dobila je priložnost, da jo je naličila za nastop na Emi 2017. Za svojo spletno aktivnost je bila na 3. podelitvi žarometov nominirana za spletno zvezdo leta 2018.
Leta 2018 je zmagala na natečaju Dekle z naslovnice revije Cosmopolitan in kot zmagovalka krasila marčevsko številko. Leta 2019 je bila nominirana za naziv femme fatale.
Leta 2021 je vodila prvo sezono magazinske oddaje Planet Vau na Planet TV. Po pol leta jo je nadomestila Sanja Grohar.

## Diskografija
- 2013: Lepši svet
- 2015: Take a Chance

| Leto                    | Pesem                       |
| ----------------------- | --------------------------- |
| 2018                    | To je, kar imam             |
| 2018                    | Ona                         |
| 2018                    | Decembra                    |
| 2019                    | Najino nebo                 |
| 2019                    | Le tebe rabim               |
| 2020                    | Verjamem vase               |
| 2021                    | Zame                        |
| 2022                    | Sledi                       |
| Kot gostujoča izvajalka |                             |
| 2018                    | Nazaj (z Žanom Serčičem)    |
| 2018                    | Black & White (z Minlessom) |